# Hietanen (sjö i S:t Michel, Södra Savolax, 61,54 N, 27,15 Ö)
Hietanen är en sjö i kommunen S:t Michel i landskapet Södra Savolax i Finland. Sjön ligger 86,2 meter över havet. Arean är 65 hektar och strandlinjen är 4,84 kilometer lång. Sjön  ingår i Vuoksens huvudavrinningsområde.   Den ligger omkring 17 kilometer söder om S:t Michel och omkring 190 kilometer nordöst om Helsingfors. 
Hietanen ligger söder om Saarinen. 